# Intertekstualność pozorna
Intertekstualność pozorna – pojęcie związane z intertekstualnością. Polega na doszukiwaniu się odwołań i aluzji w tekstach kultury do innych tekstów. Autor tekstu często nie zdawał sobie z tego sprawy lub nawet tego nie zamierzał.
To zjawisko skupia się na osobistej interpretacji odbiorcy, na jego sposobie odczytania dzieła. Intertekstów doszukuje się on z perspektywy czasu i dokonuje stałej aktualizacji tekstu głównego. Taki zabieg jest szczególnie widoczny w literaturze, filmie i sztuce.